# Sergentomyia bailyi
Sergentomyia bailyi är en tvåvingeart som först beskrevs av John Alexander Sinton 1931.  Sergentomyia bailyi ingår i släktet Sergentomyia och familjen fjärilsmyggor. Inga underarter finns listade i Catalogue of Life.